# Ochiai Naobumi
Ochiai Naobumi est un nom japonais traditionnel ; le nom de famille (ou le nom d'école), Ochiai, précède donc le prénom (ou le nom d'artiste).
Ochiai Naobumi, 16 décembre 1861 - 16 décembre 1903, est un poète japonais de tanka et lettré de littérature japonaise de l'ère Meiji. Son nom à la naissance est Ayukai Morimitsu. Il est le frère ainé d'Ayukai Fusanoshin, l'érudit de coréen.

## Biographie
Ochiai naît dans ce qui est alors le district de Motoyoshi dans la province de Mutsu, Deuxième fils d'Ayukai Tarō Tairamorifusa (鮎貝太朗平盛房), obligé de haut rang du domaine de Sendai. De l'âge de 11 ans à 13 ans, il étudie entre autres choses au kangaku (études chinoises), à l'école privée de Sendai (仙台私塾) et en 1874 est adopté par l'universitaire kokugaku Ochiai Naoaki (落合直亮). Les travaux de son père adoptif l'emmènent à Ise où il étudie au Jingū Kyōin (神宮教院), qui devient plus tard l'Université Kōgakkan).
En 1881, il s'installe à Tokyo, et l'année suivante entre à l'école de littérature de l'Université impériale de Tokyo. En 1884, il la quitte et entame trois ans de service militaire.
À partir de 1889, il enseigne dans diverses institutions académiques dont le Dai-ichi Kōtō Chūgakkō (第一高等中学校) et le Tōkyō Senmon Gakkō (prédécesseur de l'actuelle Université Waseda). Un de ses étudiants au Dai-ichi Kōtō Chūgakkō est le poète tanka et calligraphe Saishū Onoe.
En 1889, il se joint à Mori Ōgai pour former la société littéraire « Shinsei Sha » (新声社) et en août de cette année, ils traduisent et publient l'anthologie de poésie Omokage (于母影) qui influence de façon significative la poésie contemporaine japonaise.
En 1893, il forme une autre société littéraire, la Société Asaka (浅香社, Asaka-sha).

## Postérité
Donald Keene l'appelle « le premier poète distinctement nouveau de l'ère Meiji », mais fait remarquer que tandis qu'il tente de mettre à jour le tanka de l'ère moderne, ses tentatives sont « sans enthousiasme ». (Keene 1999, p. 12)
Il donne son nom au Concours national de tanka Ochiai Naobumi (落合直文全国短歌大会, Ochiai Naobumi Zenkoku Tanka Taikai).

## Source de la traduction
- (en) Cet article est partiellement ou en totalité issu de l’article de Wikipédia en anglais intitulé « Ochiai Naobumi » (voir la liste des auteurs).
- Notices d'autorité :   - VIAF
  - ISNI
  - IdRef
  - LCCN
  - GND
  - Japon
  - CiNii
  - Pays-Bas
  - Israël
  - WorldCat